# 1-я Среднегорская бригада имени Христо Ботева
1-я Среднегорская бригада имени Христо Ботева (болг. Първа средногорска бригада „Христо Ботев“) — подразделение Народно-освободительной повстанческой армии Болгарии, находившееся в ведении 2-й Пловдивской повстанческой оперативной зоны. Бригада действовала в восточной части Средна-Горы.

## История
1-я Среднегорская бригада имени Христо Ботева была образована 15 июля 1944 года на основе одноимённого партизанского отряда. Бригада насчитывала 5 дружин по 100 партизан в каждой. Командиром бригады был Сребро Бабаков, политическим комиссаром — Никола Балканджиев.
18 июля 1944 года бригадой была уничтожена радиостанция вермахта около села Спасово. С 22 по 31 июля бригада совершила ряд ежедневных нападений на посты охраны вдоль железной дороги Карлово—Пловдив. Партизаны неоднократно перерезали телеграфные и телефонные линии в деревнях Песнопой, Черноземен, Дыбене и других.
8 сентября 1944 года бригада, занявшая сутками раньше село Розовец, начала выдвижение к Пловдиву.
9 сентября 1944 года бригада участвовала в установлении власти Отечественного фронта в Чирпане и Пловдиве.
Маршем 1-й Среднегорской бригады и всех среднегорских партизан была песня По долини и рътлини по средногорски върхове, созданная на мелодию песни «По долинам и по взгорьям».